# Plato de Euforbo

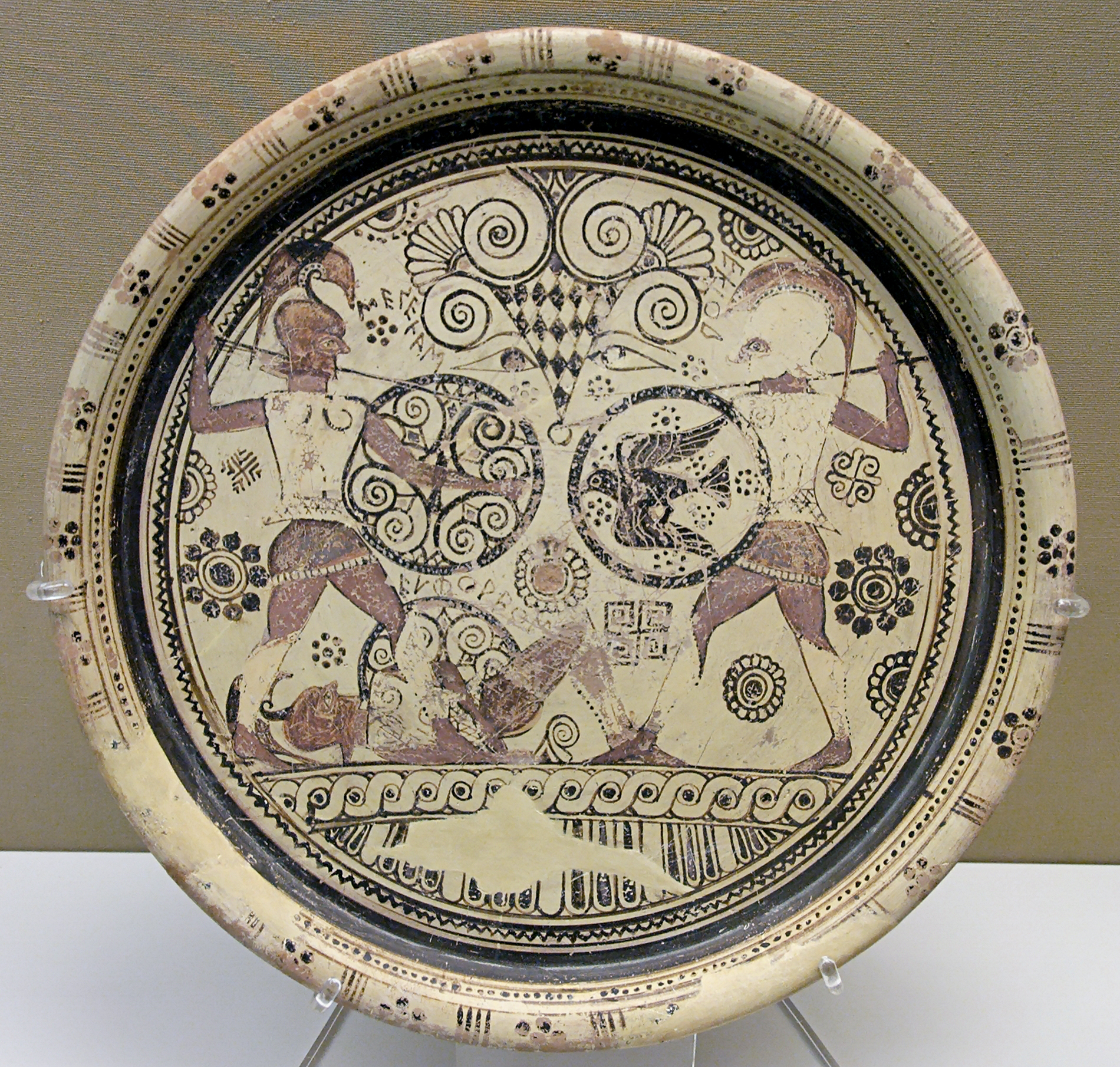
.

El plato de Euforbo es una pieza cerámica de 38 centímetros de diámetro, decorada con motivos propios de la pintura mitológica de estilo orientalizante. Está ubicada cronológicamente en la época de Grecia denominada arcaica Los personajes están identificados por los nombres escritos en alfabeto de Argos junto a las figuras.
Sus pinturas representan un duelo entre dos guerreros de la Guerra de Troya, el griego Menelao y el troyano Héctor. Menelao está de pie sobre el cuerpo del guerrero troyano Euforbo. La escena representa uno de los momentos más importantes de la guerra. Después de que Aquiles se retiró de la batalla, su mejor amigo Patroclo, con la armadura de Aquiles, tomó su lugar. Antes de ser asesinado por Héctor, Patroclo fue herido por Euforbo. Este, a su vez,fue asesinado por Menelao durante la lucha por el cuerpo de Patroclo. En la escena representada, extraída del libro XVII de la Ilíada de Homero, Héctor se une a la lucha por el cuerpo de Patroclo justo después de que Menelao mató a Euforbo, evitando que este le quite la armadura al cadáver.
En su decoración se percibe la influencia del arte oriental, lleno de motivos vegetales y animales estilizados, además de los temas geométricos del pasado y la profusión decorativa que deja poco espacio al vacío.Este es un ejemplar de cerámica de Rodas, llamada así por el lugar donde se descubrieron la mayoría de los ejemplares, así como uno de los pocos ejemplos de este tipo que muestra una escena mitológica. La placa está fechada en el año 600 a. C, fue encontrado en Cámiros, localidad de Rodas, y actualmente está en el Museo Británico, con número de inventario 1860.4-4.1.